# Loyal Griggs
Loyal Griggs (15 de agosto de 1906 - Laguna Hills, 6 de maio de 1978), foi um diretor de fotografia norte-americano.
Griggs entrou para o staff da Paramount Pictures em 1924 após se graduar na escola e inicialmente trabalhou no Departamento de Processamento do Estúdio.  Ele foi promovido de fotógrafo assistente  para segundo fotógrafo e fotógrafo processador antes de se tornar Diretor de Fotografia para 3 lançamentos  de 1951: Crosswinds, Passage West and The Last Outpost. Griggs ganhou o Oscar de melhor fotografia pelo filme de faroeste de 1953 Shane. 
Outros filmes da Paramount com Grigg como diretor de fotografia incluem Natal Branco, o épico de 1956 de Cecil B. DeMille Os Dez Mandamentos, e as comédias de Jerry Lewis The Sad Sack (1958) e Visit to a Small Planet (1960).  Ele também foi diretor de fotografia lançamento de 1965 de George Stevens e da United Artists The Greatest Story Ever Told. Seu último filme foi a comédia de 1971 da American International Pictures, Bunny O'Hare, que tinha no elenco  Bette Davis e Ernest Borgnine.